# Nová Ves (Křižovatka)
Nová Ves (německy Neudorf) je malá vesnice, část obce Křižovatka v okrese Cheb v Karlovarském kraji. Nachází se asi 2,5 kilometru jihovýchodně od Křižovatky. Je zde evidováno 15 adres. V roce 2011 zde trvale žilo 26 obyvatel.
Nová Ves leží v katastrálním území Nová Ves u Křižovatky o rozloze 7,03 km². Nová Ves leží i v katastrálním území Mostek u Křižovatky o rozloze 1,82 km².

## Historie
První písemná zmínka o vesnici pochází z roku 1395.
Oblast jihozápadně až jižně od Nové Vsi je těžebním místem chebských keramických jílů. Ložisko je uloženo ve vildštejnském souvrství pliocenního stáří.

## Obyvatelstvo
Při sčítání lidu v roce 1921 zde žilo 240 obyvatel (bez zaniklé osady Mostek), z nichž bylo 238 německé národnosti, jeden Čechoslovák a jeden cizozemec. K římskokatolické se hlásilo 230, k protestantské církvi 10 obyvatel.
| Rok            | 1869 | 1880 | 1890 | 1900 | 1910 | 1921 | 1930 | 1950 | 1961 | 1970 | 1980 | 1991 | 2001 | 2011 | 2021 |
| -------------- | ---- | ---- | ---- | ---- | ---- | ---- | ---- | ---- | ---- | ---- | ---- | ---- | ---- | ---- | ---- |
| Počet obyvatel | 346  | 377  | 325  | 306  | 333  | 317  | 331  | 112  | 75   | 62   | 53   | 44   | 34   | 26   | 38   |
| Počet domů     | 44   | 47   | 48   | 46   | 46   | 45   | 47   | 44   | –    | 13   | 12   | 14   | 14   | 14   | 15   |

## Obecní správa
Při sčítání lidu v letech 1850–1959 Nová Ves byla samostatnou obcí v okrese Cheb. Od roku 1960 je částí obce Křižovatka v okrese Cheb.

## Pamětihodnosti
- Národní přírodní rezervace Soos
- Venkovská usedlost čp. 8
- Boží muka